# Tizen
Tizen是一款基於Linux核心的開放原始碼行動作業系統，隸屬於Linux基金會，並由技術指導小組管理，主要由三星電子參與開發。
該專案最初由Linux基金會以及LiMo基金會合力推出，目的在於取代MeeGo與LiMo平台。三星將自行開發的操作系統Bada合併到Tizen中，
可採用設備包括智慧型手機、平板電腦、智能手錶、手提電腦、車載訊息娛樂設備（IVI）和智慧電視等。
目前三星是唯一推出使用 Tizen 的裝置的業者，也是 Tizen 的最大支持者。
隨着智慧型手機市場基本被 Android 和 iOS 兩大系統蠶食完畢、微軟在該市場的失敗，平板電腦市場需求持續疲軟，目前 Tizen 的最大支持者三星電子主要將 Tizen 用於除智慧型手機、平板電腦以外的領域，像是相機、智慧型手錶、智慧電視、媒體播放機、機上盒、乃至智慧家庭（包括空調系統、冰箱、照明控制等），試圖先行佔據新興市場領域。

## 歷史

Tizen 與其它行動作業系統的演化關係

Tizen 的開發進程

2011年9月，三星電子和英特爾與Linux基金會宣布致力在2012年開發出Tizen，希望用來取代MeeGo專案。參與開發的廠商有英特爾、三星、富士通、華為、NEC、KT公司（韓國通訊）、NTT DoCoMo、Orange、Panasonic、SK、Sprint、Vodafone等。之前曾經支持MeeGo專案的諾基亞則將獨立發展另一個後繼專案Meltemi，目標將專注於功能手機。MeeGo仍然有效，社群以此開發了另一個專案Mer。
2012年1月1日，LiMo基金會更名為Tizen協會。以推動Tizen，包括需求整合，產品識別和促進服務模式，以及整體行業營銷和教育。Tizen的開發者希望能夠強化HTML5的應用。
2012年1月17日，三星宣布將Bada整合至Tizen。4月30日，Tizen釋出1.0版，開發代號為彩雀（Larkspur）。同年9月25日，Tizen釋出2.0 alpha版，開發代號為玉蘭（Magnolia）。
2013年2月18日，Tizen釋出2.0版，開發代號為玉蘭（Magnolia）。2月27日，三星在MWC大会上表示為了把流動業務進一步向Tizen發展，決定終止對Bada系統的開發。。同年5月17日，Tizen釋出2.1版，開發代號為油桃（Nectarine）。7月22日，Tizen釋出2.2版。11月9日，Tizen釋出2.2.1版。2013年10月的第一週，三星NX300M智能相機成為第一個基於Tizen的消費產品; 它在韓國出售了一個月，之後它的操作系統在Tizen開發者峰會上被揭示。2013年底，Sprint和Telefónica離開Tizen協會。Telefónica將重心轉移至Firefox OS。NTT DoCoMo宣稱依然重視Tizen。法國營運商Orange稱Tizen開發速度不如預期。不過NTT DoCoMo與Orange依然是Tizen Association的成員。
2014年2月，三星發表二款使用Tizen作業系統的智慧型手錶。6月2日，三星發表第一隻使用Tizen作業系統的智慧型手機。11月8日，Tizen釋出2.3版。                    
2015年9月4日，Tizen釋出2.3.1版。10月22日，Tizen釋出2.4版。
2016年6月加入.Net基金會指導小組後，三星在2016年11月宣布，他們將與微軟合作，為Tizen帶來.NET支持。

## 技術內容
Tizen所使用的部分内容如下：
- 電話堆棧程序为oFono（英语：oFono）
- Web核心渲染引擎為Blink和 V8的JavaScript引擎
- Smack（英语：Smack (software)）用於沙盒 HTML5 Web應用程序的解释器[20]。
- 桌面
  - 使用帶有Enlightenment Foundation庫（英语：Enlightenment Foundation Libraries）的X Window系統[21]。
- Wayland：Tizen高達2.x支持Wayland在車載信息娛樂（IVI）設置[22]，從3.0起，默認為Wayland[23]。
- ZYpp被選為包管理系統
- 使用GStreamer多媒體框架
- 通過NetworkManager選擇互联网连接方式

Tizen底層平台相關API已经按照HTML5的形式公開出來，涵蓋通訊、多媒體、相機、網路、社群媒體等。Tizen支援平板以及各種行動裝置。它絕大部分的原始碼與MeeGo共用，至於MeeGo則是Moblin與Maemo合併而來。
Tizen提供了基於JavaScript庫、jQuery和jQuery Mobile的應用程序開發工具。从2.0版本开始，基於Bada平台的离线应用程序框架也已經推出。該軟件開發工具包（SDK）允許開發者使用HTML5和相關Web技術編寫可以在Tizen上运行的程序，也可用C++编写本地应用程序框架。
行動網路平台社區小組（Coremob）一起帶來了開發商、設備製造商、網頁瀏覽器廠商和運營商的核心功能，開發者可以依賴於运行库。
基於HTML5的應用程序可以運行在Tizen操作系统上。Tizen也支援以C，C++，Java等语言编写的，运行在本地的离线應用程式。
Tizen還有专门为汽車級Linux工作組研发的操作系統，這與PC兼容。
Android的應用程序通过應用程序兼容性層（Application Compatibility Layer）可以在运行Tizen的設備上工作。
基於Qt、GTK+和EFL框架的應用可以在Tizen上運行，儘管這些第三方框架沒有官方的支持。根據Tizen的SDK的網站上的解釋，移動設備應用无需依賴於正式的IDE，只要申請符合Tizen制定的包裝規則即可。2013年5月，Qt的一個版本被移植到Tizen上，專注於提供本地GUI控件和集成Qt与Tizen操作系統功能的智能手機。 因为Qt移植到Tizen，自此之后，Tizen和MER可以互換代碼。

## 發布版本
- 2012年4月30日：發布Tizen 1.0 [30]
- 2013年2月18日：發布Tizen 2.0 [31]
- 2017年1月18日：發布Tizen 3.0 [32]
- 2017年5月31日：發布Tizen 4.0 [33]
- 2018年5月31日：發布Tizen 5.0 [34]
- 2020年5月31日：發布Tizen 6.0 [35]

## 使用設備

### 智能手錶
- Samsung Galaxy Gear
- Samsung Galaxy S
- Samsung Galaxy S2
- Samsung Galaxy S3

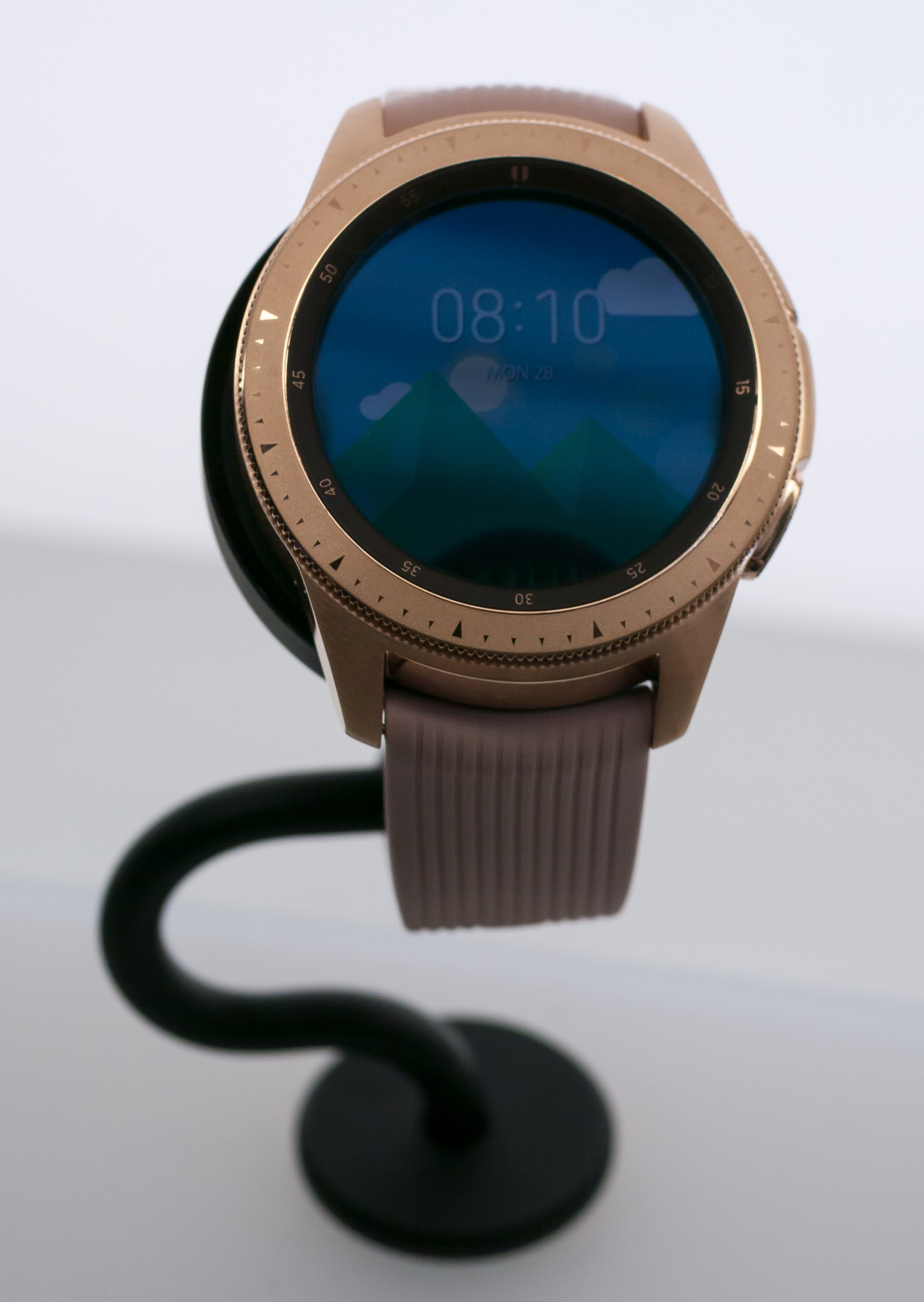
運行Tizen的Samsung Galaxy Watch

- Samsung Gear 2
- Samsung Gear Fit 2
- Samsung Gear Fit 2 Pro
- Samsung Gear Sport
- Samsung Galaxy Watch
- Samsung Galaxy Watch Active
- Samsung Galaxy Watch Active 2
- Samsung Galaxy Watch 3

### 智能相機

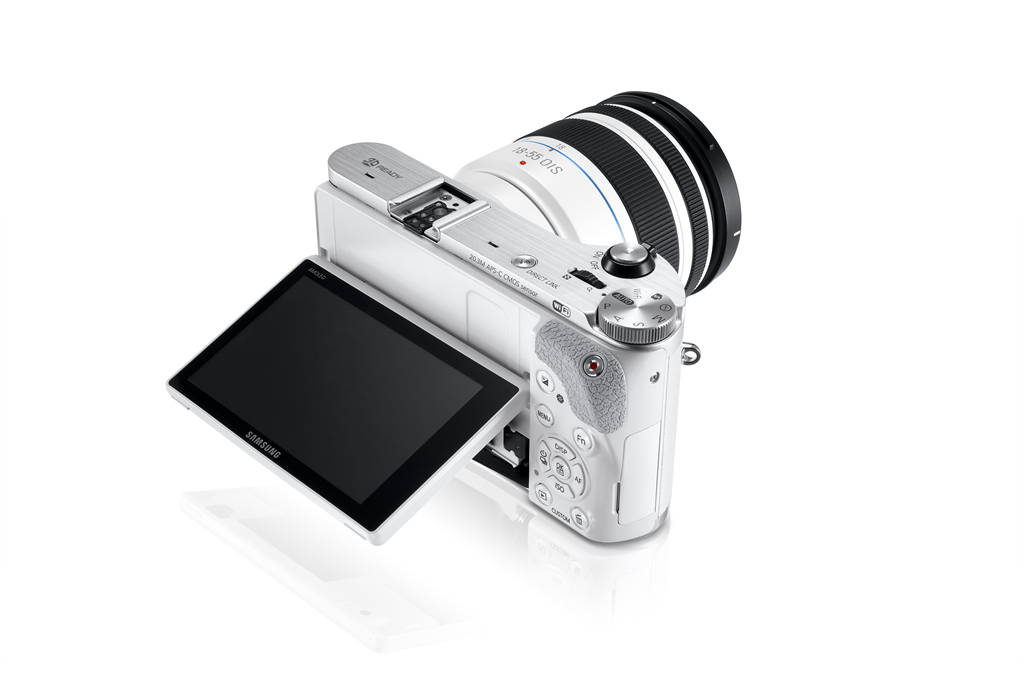
運行Tizen的NX300相機

- Samsung NX200
- Samsung NX300
- Samsung NX1

### 智能手機
- Samsung Z
- Samsung Z1
- Samsung Z2
- Samsung Z3
- Samsung Z4

## 使用情況

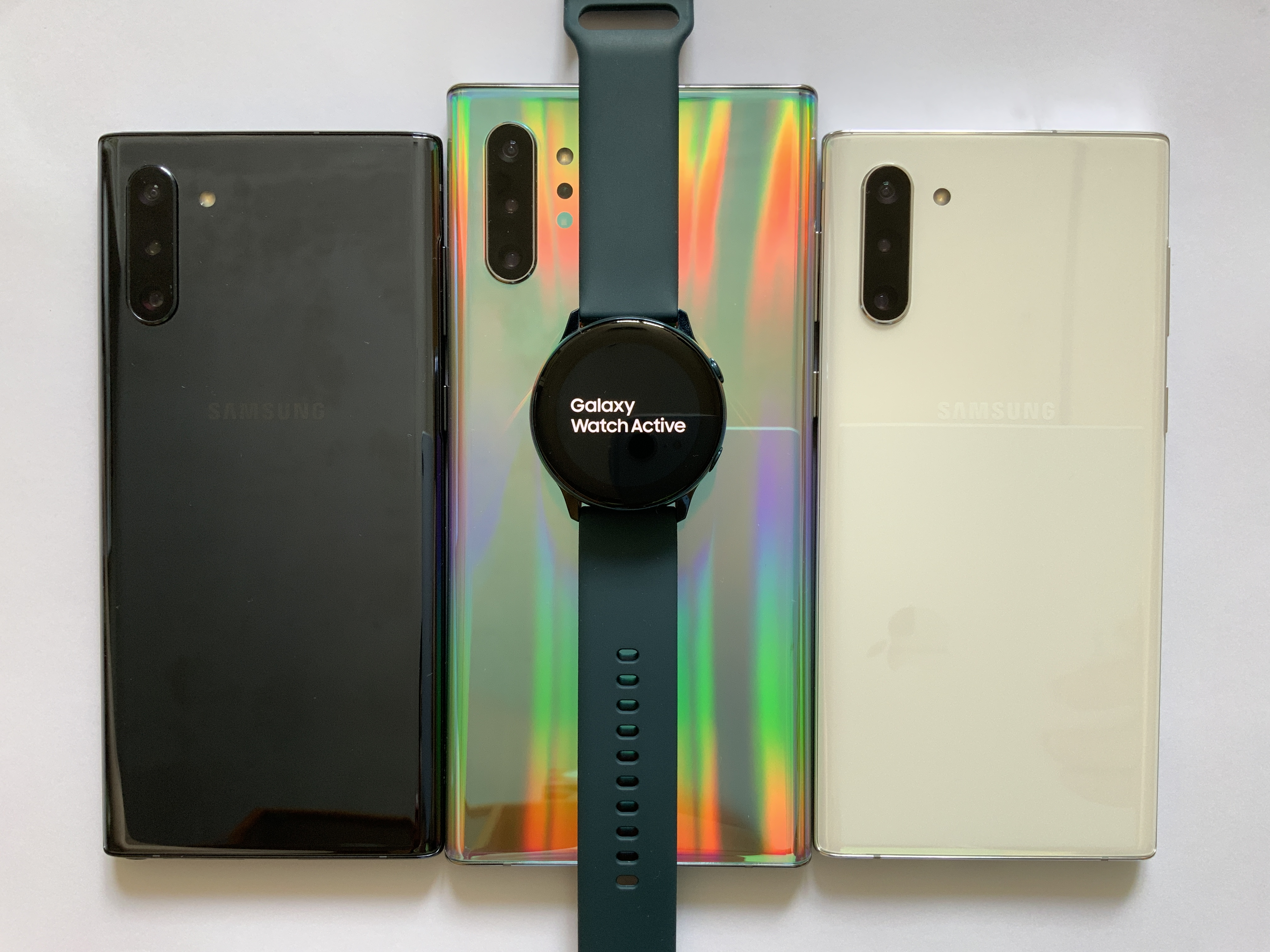
三星智能手表使用Tizen系统

首部原廠 Tizen 的裝置是一款由日本公司 Systena 於2013年10月推出的平板電腦。而後三星電子推出的 Galaxy Gear 系列智慧型手錶（包括Galaxy Gear、Gear S、Gear Fit、Galaxy Watch等）、NX 系列相機及 Z 系列智慧型手機也預裝 Tizen。2016年2月21日，三星發表了基於 Tizen 的互聯汽車系統，提供車輛診斷的資訊顯示分析、Wi-Fi 以及其它車上系統的連接顯示服務。

## 爭議
以色列的安全研究人員Amihai Neiderman在2017年4月3日由卡巴斯基實驗室舉辦的安全分析高峰會（Security Analyst Summit）上，揭露了三星與英特爾聯手打造的Tizen行動平台含有40個安全漏洞，Neiderman利用Tizen Store的安全漏洞從遠端駭進了三星智慧電視，並於電視機上植入其他惡意程式，也成功地駭進了採用Tizen的Samsung Z1與Samsung Z3等兩款手機。

## 外部連結
- Tizen官方網站（页面存档备份，存于）
- Tizen官方Wiki（页面存档备份，存于）
- Tizen應用程序開發者社區（页面存档备份，存于）